# Rugpijn

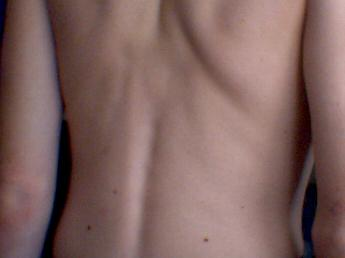
Rug

Rugpijn is een verzamelnaam voor verschillende klachten aan de rug. Rugklachten komen heel veel voor en ongeveer 80% van de volwassenen heeft weleens last van een zeurende of stekende pijn, met of zonder uitstraling naar been en bil.
Op advies van het Nederlands Huisartsen Genootschap (NHG), de wetenschappelijke vereniging van de huisartsen in Nederland, wordt onderscheid gemaakt in aspecifieke lage rugpijn en rugpijn als gevolg van specifieke oorzaken.

## Definities
Specifieke oorzaken veroorzaken ongeveer 5% van alle rugpijnklachten. Het is belangrijk om deze te herkennen, omdat dit ziekten zijn waaraan iets gedaan kan of moet worden. Het gaat daarbij om hernia van de tussenwervelschijf, vernauwing van het wervelkanaal met neurologische uitval, tumoren en ontstekingen van de wervels, wervelfracturen, ziekte van Bechterew of afgegleden wervels.
Aspecifieke lage rugpijn is een verzamelnaam voor een aantal moeilijk uit elkaar te houden aandoeningen van de rug. Het NHG heeft besloten dat het niet zinvol is voor huisartsen om hier een nauwkeuriger diagnose te stellen, omdat er geen verschil is in behandeling. Belangrijk is of de rugpijn kort of reeds lang bestaat, maar ook hoe hevig de pijn is.

## Oorzaken
Bij het merendeel van de rugklachten is er geen organische oorzaak aantoonbaar; dit worden aspecifieke rugklachten genoemd. Het is niet alleen een sociaal-medisch probleem maar ook een financieel probleem vanwege het grote ziekteverzuim.
Rugklachten ontstaan door een samenspel van factoren, die zowel persoons- als werkgebonden zijn.
- Persoonlijke factoren:  Lichaamsbouw, lichaamsgewicht, stressfactoren, de algehele en lokale (spier)conditie en (bij vrouwen) soms ook door de menstruatie, verkeerde slaaphouding of verkeerde ondergrond tijdens de slaap.
- Werkgebonden factoren:  Fysieke activiteiten als tillen, zitten, staan, onverwachte bewegingen en lopende bandwerk. Daarnaast blijkt ook een lage mate van tevredenheid met het eigen werk een factor te zijn welke rugklachten (deels)kan verklaren.
- Sportieve factoren : ' ook door sporten kan men last krijgen van rugpijn, vooral bij turnen waar men de rug vaak moet buigen en overbelasten. probeer ook altijd te rekken na het sporten.

## Rugklachten en de wervelkolom
De onderrug bestaat uit vijf lendenwervels, die door middel van banden aan het bekken verbonden zijn. Tussen elke wervel zit een tussenwervelschijf, die beweging tussen de wervels mogelijk maakt en werkt als schokdemper. Daaromheen zitten pezen, kapsels en spieren die zorgen voor stevigheid en bescherming van de rug. Houding en beweging veranderen de belasting van de wervelkolom aanzienlijk. Hoe groter de belasting van de wervelkolom, hoe meer kans op vervorming en beschadiging van de tussenwervelschijf en de omliggende kapsels, pezen en spieren, met name indien deze houdingen langdurig (bijvoorbeeld zitten) of veelvuldig (bijvoorbeeld tillen) worden uitgevoerd.
Men is er nog niet in geslaagd aan te tonen hoe aspecifieke rugklachten ontstaan. Dit is ook de reden waarom specifiek onderzoek, ook met beeldvormende technieken, in dat geval niet zinvol is.

## Enkele tips voor preventie

### Zitten
Voor het doorbreken van uw gewoontehouding: Zet de beide voeten plat op de grond, met de voeten recht onder de knieën op heuphoogte. Zorg er hierbij voor dat de heuphoogte gelijk of iets hoger is dan de hoogte van de knieën. Ga met een rechte rug op de zitbeenknobbels zitten, met het zitvlak tegen de rugleuning aan geplaatst. Als u op een bank of in een autostoel zit, maak dan gebruik van een kussenrolletje in de onderrug op de plek waar uw rug het meest hol wordt.
(Dit kunt u doen door uw hand op de onderrug te leggen en te voelen waar uw rug het holst is) De armleuning dient zodanig te zijn afgesteld dat de onderarmen erop kunnen rusten zonder dat de schouders hierbij omhoog komen (bij gestrekte zit.)

### Actief zitten
Hierbij traint u uw rugspieren, maar staat uw rug ( en nek ) in de fysiologisch beste stand. Goed om uw gewoonthouding te doorbreken en wederom uw nek beter te belasten. Let erop dat u uw schouders ontspannen houdt. Schouderspieren heeft u namelijk niet nodig ter ondersteuning van uw houding.

### Bukken/ tillen van zware voorwerpen
1. Probeer symmetrisch en zo dicht mogelijk voor het voorwerp te staan , Door de benen te spreiden hoeft u minder afstand te overbruggen.
2. Houdt de rug recht en de buikspieren onder de navel aangespannen en de schouders omlaag getrokken richting de heupen.
3. Ga met een rechte rug door de knieën en zet evt. een knie op de grond.
4. Of: Scharnier vanuit de heupen (SQUAD- techniek).
5. Til het voorwerp op zo dicht mogelijk bij het lichaam.
6. Kom omhoog met een rechte, of licht gebogen rug door de knieën te strekken.
7. Adem uit
8. Let op: Een gebogen en gedraaide rug is het meest kwetsbaar voor een blessure!

### Gecorrigeerde slaaphouding
Rugpijn kan worden voorkomen door ervoor te zorgen dat de ruggenwervelschijven 's nachts voldoende recupereren. Een slechte slaaphouding op een te zacht of te hard bed kan ervoor zorgen dat deze geheel of gedeeltelijk gekneld raken, waardoor ze de volgende dag minder goed hun functie als spil kunnen uitoefenen. Door een ondersteunde slaaphouding aan te nemen die toelaat dat de ruggenwervelschijven ontspannen liggen en zich met vocht kunnen vullen, kan rugpijn worden voorkomen. Over het algemeen geldt dat mensen die voornamelijk op de buik of rug slapen, beter gebaat zijn bij een relatief hard matras, waarbij overwegend zijslapers meer behoefte hebben aan ruimte rondom de schouder en heupzone. Dit komt omdat in de zijpositie meer druk op deze punten komt te staan. 

## Nieuwe onderzoeksresultaten
Onderzoek door onder meer TNO-arbeid heeft aangetoond dat hurkend tillen vanaf de grond de rug zwaarder belast dan bukkend tillen. In enkele goed opgezette studies pleit men zelfs voor het tillen "vanuit de rug" in plaats van "vanuit de benen". De beenspieren zouden bij tillen minder belasting aan kunnen dan de rugspieren.
Recent is ook door TNO een onderzoek gedaan naar het ontstaan van klachten in de rug bij langdurige statische belasting, zoals zitten. Hierbij werd gebruikgemaakt van de LEO methodiek (Lokaal Ervaren Ongemak) als voorspelling van pijnklachten. Hieruit bleek dat proefpersonen in een goede zithouding al na 20 minuten zonder beweging te hoge waarden aangaven. Bij slechte houdingen (bv voorovergebogen naar het scherm) was dit al binnen 10 minuten.